# Rugosocarinata
Rugosocarinata es un género de foraminífero planctónico de la subfamilia Globotruncaninae, de la familia Globotruncanidae, de la superfamilia Globotruncanoidea, del suborden Globigerinina y del orden Globigerinida. Su especie tipo es Rugosocarinata strumifera. Su rango cronoestratigráfico abarca desde el Campaniense hasta el Maastrichtiense (Cretácico superior).

## Descripción
Rugosocarinata incluía especies con conchas trocoespiraladas, de forma espiroconvexa o cóncavo-convexa; sus cámaras eran romboidales, y seleniformes muy alargadas en el lado espiral; sus suturas intercamerales eran biseladas, elevadas, imbricadas y nodulosas en lado espiral, y curvadas y elevadas en el lado umbilical uniéndose a la hombrera umbilical (carenas circumcamerales en ambos lados); su contorno era lobulado, y redondeando o subpoligonal; su periferia era truncada y bicarenada, con dos carenas gruesas y costulosas, formadas por una serie de cuentas o costillas, y separadas por una amplia banda imperforada rugosa; su ombligo era moderadamente amplio; su abertura principal era interiomarginal, umbilical-extraumbilical, protegida por un amplio pórtico; presentaban pared calcítica hialina, macroperforada, con la superficie rugosa.

## Discusión
El género Rugosocarinata no ha tenido mucha difusión entre los especialistas. La mayor parte de sus especies son incluidas en el género Globotruncana, del que se diferencia fundamentalmente por su forma espiro-convexa, y sobre todo por las carenas periféricas y circumcamerales costuladas. Clasificaciones posteriores incluirían Rugosocarinata en la superfamilia Globigerinoidea.

## Paleoecología
Rugosocarinata incluía especies con un modo de vida planctónico, de distribución latitudinal cosmopolita, preferentemente subtropical a templada, y habitantes pelágicos de aguas intermedias (medio mesopelágico superior).

## Clasificación
Rugosocarinata incluye a la siguiente especie:
- Rugosocarinata strumifera †